# Noche de circo
Noche de circo (en sueco Gycklarnas afton) es una película sueca dirigida por Ingmar Bergman. Se estrenó el 14 de septiembre de 1953. La película no tuvo una buena acogida entre el público. Sin embargo, gracias a su amargo y sombrío retrato de la condición humana, se la considera una de las obras clásicas de la filmografía de Bergman.

## Sinopsis
En el alba el viejo y deslucido circo Alberti va camino de otra pequeña ciudad. El director del circo, Albert Johansson, está sentado en el pescante con Jens, uno de los payasos, quien le cuenta la historia de cómo Alma, la mujer del payaso blanco Frost, se bañó desnuda un día de verano delante de un destacamento de soldados de artillería. Albert quiere organizar un desfile para atraer público. Junto con Anne, su écuyere y amante, van a ver al director del teatro de la ciudad, Sjuberg, para que le preste ropa. Sjuberg se comporta despectivamente pero finalmente acepta prestarles ropa a cambio de que inviten a la compañía del teatro a la función de gala del circo.
El desfile a través de las calles de la ciudad es detenido por las fuerzas del orden. Albert va entonces a ver a su familia, a la que abandonó. Encuentra a su esposa Agda acomodada en un seguro idilio económico y le propone que reanuden la vida familiar. Pero Agda está harta de la vida de circo y de tanta humillación.
Antes del desfile Anne se había encontrado con Frans, el primer galán del teatro. Celosa tras el encuentro entre Albert y Agda, vuelve al teatro y Frans aprovecha la situación. Cuando Albert se da cuenta de que ha sido engañado se emborracha en compañía de Forst. La función de gala de la noche termina con una pelea entre Albert y Frans en la pista. Albert, ensangrentado y fuera de combate, se encierra en su carro con un revólver y trata de suicidarse, pero su suicidio fracasa y en su lugar es el viejo oso del circo el que cae víctima de su furia. El circo parte de nuevo. Anne se encuentra con Albert y juntos caminan detrás de los carros de circo que se alejan.

## Reparto
- Harriet Andersson - Anne
- Åke Grönberg - Albert Johansson
- Hasse Ekman - Frans
- Anders Ek - Frost
- Gudrun Brost - Alma
- Annika Tretow - Agda
- Gunnar Björnstrand - Director Sjuberg
- Erik Strandmark - Jens
- Kiki - Enano
- Åke Fridell - Oficial
- Majken Torkeli - Señora Ekberg
- Vanje Hedberg - Su hijo
- Curt Löwgren - Blom
- Conrad Gyllenhammar - Fager
- Mona Sylwan - Señora Fager
- Hanny Schedin - Tía Asta
- Naemi Briese - Señora Meijer
- Michael Fant
- Lissi Alandh
- Karl-Axel Forssberg
- Olav Riégo
- John Starck
- Erna Groth'Agda Hellin
- Julie Bernby
- Göran Lundquist
- Mats Hådell

## Recepción
La película obtiene valoraciones positivas en los portales de información cinematográfica. La revista Fotogramas le otorga 4 de 5 estrellas mientras que sus lectores le dan la máxima puntuación 5 de 5 estrellas.

"El universo circense, cuya apariencia rutilante suele encerrar una realidad tirando a sórdida, fue el escenario de uno de los films más negros de su director. A través de un juego de engaños y equívocos propone una reflexión sobre el amor, o sobre su imposibilidad. Todo ello se desarrolla a través de una estética casi mortuoria."
Crítica de Fotogramas 

En FilmAffinity obtiene una puntuación de 7,3 sobre 10 con 1.033 valoraciones.

"Es Noche de circo un profundo drama humano de no poca bufonesca amargura, con espléndidos diálogos y una precisa puesta en escena que llega magistralmente a la psique de los personajes y de los espectadores, y cuya lectura final es que bien pudiera verse como una metáfora de la lucha, derrotada de antemano, de la dignidad de unos seres (especialmente ese sudoroso director de circo) apaleador y humillador en el decadente escenario de la vida."
Crítica de Kafka en FilmAffinity 

IMDb le otorga una valoración de 7,7 sobre 10 con 4.774 votos.

"Es excitante encontrar una película poco apreciada y malinterpretada en su estreno pero, posteriormente, logra ser alabada y calificada de obra maestra décadas después. "Sawdust and Tinsel" de Ingmar Bergman es una de esas películas. No estoy exactamente seguro de por qué la película fue mal recibida en su momento, pero afortunadamente, ahora es reconocida por lo que es. No es la mejor de Bergman pero, ciertamente, está cerca. Es un estudio pesimista, pero veraz, de la naturaleza humana en las relaciones".
Crítica de TheMovieCritic_83 en IMDB 